# Nwangele
Nwangele è una delle ventisette aree a governo locale (local government areas) in cui è suddiviso lo stato di Imo, in Nigeria. Estesa su una superficie di 63 chilometri quadrati, conta una popolazione di 128.472 abitanti.